# Clank!: A Deck-Building Adventure
Clank!: A Deck-Building Adventure — настільна гра 2016 року для 3-4 гравців. Автором є Пол Деннен, а дизайн створений Рейфом Бейснером, Раулем Рамосом та Нейтом Стормом.  Гра була номінована на Kennerspiel des Jahres у 2018 році.

## Опис гри
Clank! поєднує механіку складання колоди, яку популяризувала гра Домініон, із використанням фігурок на ігровому полі. Випущено кілька доповнень та самостійних ігор з аналогічною механікою, зокрема Clank! In! Space! (2017).

## Видання
Гра вперше вийшла у 2016 році у співпраці видавництв Dire Wolf та Renegade Game Studios під назвою Clank!: A Deck-Building Adventure. З 2017 року вона була перекладена та опублікована кількома мовами; німецька версія вийшла у Schwerkraft-Verlag, а також доступні версії італійською, французькою, португальською, іспанською, російською, польською, чеською, угорською, корейською та японською мовами.
Для гри вийшло кілька доповнень, серед яких:
- Clank! Expeditions: Temple of the Ape Lords (2019)
- Clank! Expeditions: Gold and Silk (2018)
- Clank!: The Mummy’s Curse (2018)
- Clank!: Sunken Treasures (2017)

Самостійні ігри, створені на основі Clank!, включають Clank! In! Space! (2017), Clank! Legacy: Acquisitions Incorporated (2019) та Clank! Catacombs (2022).